# Адельгейда Мейсенская
Адельгейда Мейсенская (чеш. Adléta Míšeňská, нем. Adelheid von Meißen; около 1160, Майсен, Маркграфство Мейсен — 2 февраля 1211, Майсен, Маркграфство Мейсен) — член дома Веттинов и королева Чехии в 1198—1199 годах, первая супруга Пржемысла Отакара I. Когда её муж объявил их брак недействительным, она начала длительное юридическое разбирательство, к которому были привлечены многочисленные религиозные и светские сановники.

## Жизнь и брак
Адельгейда родилась примерно в 1160 году в семье маркграфа Оттона II Мейсенского (1125—1190) и его жены Гедвиги Бранденбургской (ум. 1203), дочери маркграфа Альбрехта Медведя. Она встретила своего будущего мужа в 1170-х годах во время его изгнания и междоусобной войны среди Пржемысловичей. Они поженились в 1178 году без согласия своих семей. Возможно, брак был заключен по причине её беременности. Вскоре Аделаида родила сына Вратислава. Всего у супругов было четверо детей:
- Вратислав (ум. после 1225)
- Маргарита (Дагмара) (ум. 24 мая 1212); муж: с 1205 Вальдемар II Победитель (1170 — 28 марта 1241), король Дании
- Божислава (ум. 2 февраля до 1238); муж: Генрих I (ум. 15 февраля ок. 1241), граф Ортенбурга
- Гедвига

Вскоре после свадьбы супруги могла вернуться в Чехию, когда брат Оттокара, Фредерик (Бедржих), взял на себя правление и сделал Оттокара одним из военачальников Моравской марки. В 1192 году сам Оттокар взошёл на пражский престол и даже добился признания императором Генрихом VI, однако потерял поддержку и вскоре был свергнут. Ему снова пришлось покинуть Чехию вместе с женой и четырьмя детьми.
Адельгейда приехала в Мейсен ко двору своего брата, маркграфа Альбрехта Гордого. Тем временем Оттокар стал наёмником германских князей, чтобы извлечь выгоду из спора за трон между братом императора Генриха Филиппом Швабским и герцогом Оттоном Брауншвейгским.

## Две королевы
К концу 1197 года Оттокар примирился со своим младшим братом Владиславом III и во второй раз стал князем Чехии. Наконец он получил наследственный королевский титул в соответствии с Золотой сицилийской буллой, выданной Филиппом Швабским. Вскоре после этого он отказался от своей жены, а также от взрослого сына Вратислава. В то время Оттокару было не менее 40 лет, но он всё-равно рискнул лишиться единственного наследника. Адельгейда и её дочери остались в Мейсене, а Вратислав стал наёмником в Германии и Италии.
В 1199 году король Оттокар развёлся с Адельгейдой официально под предлогом кровного родства. Они оба были потомками маркграфа Генриха фон Швайнфурта и польского короля Мешко II, и, таким образом, состояли в дальнем родстве. В том же году Оттокар женился на принцессе Констанции, дочери короля Венгрии Белы III, который также был его дальним родственником.
Адельгейда , однако, не собиралась отказываться от своих прав или считать своих детей незаконнорождёнными. В 1199 году она инициировала судебный процесс, обратившись за помощью к Гогенштауфенам и папе Иннокентию III. В 1205 году она даже  на некоторое время смогла вернуться в Прагу, после того как Оттокар подписал соглашение с Филиппом Швабским. Более того, его первенец от венгерки Констанции умер, и Оттокар решил выдать свою дочь от Адельгейды Маргариту (Дагмару) за датского короля Вальдемара II. Однако, когда в 1205 году Констанция родила другого сына, позже ставшего королём Вацлавом I, Адельгейда со своими дочерьми была вынуждена покинуть Чехию раз и навсегда. Она ушла в монастырь Святого Креста в Мейсене.
Папа продолжал использовать затянувшийся судебный процесс в качестве рычага давления на Оттокара, но в конце концов постановил, что развод был законным. Адельгейда всё ещё пыталась бороться, хотя в 1210 году уже неотвратимо проиграла. Она умерла через год в изгнании в Мейсене.